# Joachim Gruber (Philologe)
Joachim Gruber (* 17. Juni 1937 in Ansbach) ist ein deutscher Klassischer Philologe.

## Leben
Gruber studierte 1956–1961 Klassische Philologie, Germanistik und Indogermanistik an den Universitäten Erlangen (Eintritt in die dortige Studentenverbindung AMV Fridericiana im Wintersemester 1956/57) und Hamburg. 1961 legte er das Staatsexamen ab und wurde promoviert. 1962–63 arbeitete er am Thesaurus Linguae Latinae mit, war anschließend Referendar am Theresiengymnasium München und ging 1965 als Lehrer ans Ohm-Gymnasium in Erlangen. Von 1968 an war er an der FAU Erlangen tätig, wo er sich 1974 habilitierte. Von 1990 bis zu seiner Pensionierung 2000 war er C3-Professor für Klassische Philologie an der Ludwig-Maximilians-Universität München.

## Forschungsschwerpunkte
Gruber beschäftigt sich mit der lateinischen Literatur der Spätantike (Ausonius, Boethius, Claudian, Panegyrik), besonders in ihrem historisch-kulturellen Kontext. Daneben sind seine Themen Geografie, Topografie und Städtewesen des Mittelmeerraums als Bedingungen antiker Literatur sowie lateinische Literatur deutscher Humanisten (besonders Conrad Celtis).
Er ist Begründer der alljährlichen Fortbildungsveranstaltung Didagmata für Lehrer der Alten Sprachen und Mitbegründer der Internet-Zeitschrift PLEKOS.